# Benvedsordningen
Benvedsordningen (Celastrales) är en ordning i undergruppen eurosider I av trikolpaterna.
I nyare klassificeringssystem ingår följande familjer:
- Benvedsväxter (Celastraceae)
- Lepidobotryaceae
- Lepuropetalaceae
- Slåtterblommeväxter (Parnassiaceae)

Alternativt kan Lepuropetalaceae ingå i slåtterblommeväxterna. 
I det äldre Cronquistsystemet ingick följande familjer:
- Aextoxicaceae, ingår numera i Berberidopsidales
- Benvedsväxter (Celastraceae)
- Cardiopteridaceae, ingår numera i Aquifoliales
- Corynocarpaceae, ingår numera i Cucurbitales
- Dichapetalaceae, ingår numera i Malpighiales
- Geissolomataceae, ingår numera i Crossosomatales
- Hippocrateaceae, ingår numera i benvedsväxterna
- Icacinaceae, har delats i flera delar i den stora gruppen asterider
- Järneksväxter (Aquifoliaceae), ingår nu i Aquifoliales
- Stackhousiaceae, ingår numera i benvedsväxterna
- Salvadoraceae, ingår numera i Brassicales
- Tepuianthaceae, ingår numera i tibastväxterna
- Wikimedia Commons har media som rör Benvedsordningen.